# Tillières-sur-Avre

Tillières-sur-Avre este o comună în departamentul Eure, Franța. În 1 ianuarie 2022 avea o populație de 1.037 de locuitori.

## Personalități născute aici
- Maurice Boitel (1919 - 2007), pictor.